# Ансени-Сен-Жереон (кантон)
Ансени-Сен-Жереон (фр. Ancenis-Saint-Géréon) (до 24 февраля 2021 года назывался Ансени, фр. Ancenis) — кантон во Франции, находится в регионе Пеи-де-ла-Луар, департамент Атлантическая Луара. Входит в состав округа Шатобриан-Ансени.

## История
До 2015 года в состав кантона входили коммуны Анес, Ансени, Ла-Рош-Бланш, Мезанже, Пуйе-ле-Кото, Сен-Жереон, Сент-Эрблон и Удон.
В результате реформы 2015 года состав кантон изменился: в него вошли коммуны упразднённых кантонов Варад и Сен-Мар-ла-Жай.
В 2016-2019 состав кантона менялся в связи с появлением новых коммун: с 1 января 2016 года коммуны Анес и Сент-Эрблон образовали коммуну Вер-сюр-Луар, коммуны Белинье, Варад, Ла-Руксьер и Ла-Шапель-Сен-Совёр образовали коммуну Луароксанс, коммуна Ле-Френь-сюр-Луар вместе с коммуной Энгранд департамента Мен и Луара образовали коммуну Энгранд-ле-Френь, вошедшую в состав департамента Мен-и-Луара.
1 января 2018 года коммуны Боннёвр, Врис, Момюсон и Сен-Мар-ла-Жай вместе с коммуной Френье департамента Мен и Луара образовали коммуну Валлон-де-л’Эрдр. Наконец, 1 января 2019 года коммуны Ансени и Сен-Жереон объединились в коммуну Ансени-Сен-Жереон, ставшую центром кантона.
24 февраля 2021 года указом № 2021-213 кантон переименован в Ансени-Сен-Жереон. .

## Состав кантона с 1 января 2019 года
В состав кантона входят коммуны (население по данным Национального института статистики за 2019 г.):
- Ансени-Сен-Жереон (11 037 чел.)
- Валлон-де-л’Эрдр (6 480 чел.)
- Вер-сюр-Луар (4 764 чел.)
- Куффе (2 548 чел.)
- Ла-Рош-Бланш (1 225 чел.)
- Ле-Пен (750 чел.)
- Луароксанс (7 480 чел.)
- Мезанже (4 749 чел.)
- Монреле (840 чел.)
- Паннесе (1 409 чел.)
- Пуйе-ле-Кото (1 071 чел.)
- Удон (3 872 чел.)

## Политика
На президентских выборах 2022 г. жители кантона отдали в 1-м туре Эмманюэлю Макрону 32,2 % голосов против 23,5 % у Марин Ле Пен и 18,5 % у Жана-Люка Меланшона; во 2-м туре в кантоне победил Макрон, получивший 62,6 % голосов. (2017 год. 1 тур: Эмманюэль Макрон – 25,6 %, Франсуа Фийон – 21,0 %, Марин Ле Пен – 19,0 %, Жан-Люк Меланшон – 18,1 %; 2 тур: Макрон – 70,4 %. 2012 год. 1 тур: Николя Саркози — 27,9 %, Франсуа Олланд — 26,7 %, Марин Ле Пен — 15,6 %; 2 тур: Саркози — 50,3 %).
С 2021 года кантон в Совете департамента Атлантическая Луара представляют мэр города Ансени-Сен-Жереон Реми Орон (Rémy Orhon) и вице-мэр коммуны Куффе Лейла-Роксана Томиньо (Leïla-Roxanne Thominiaux) (оба ― Разные левые).
|                | Кандидаты                       | Партия                   | Первый тур | Первый тур     | Второй тур | Второй тур |
| Кол-во голосов | Кандидаты                       | Партия                   | % голосов  | Кол-во голосов | % голосов  |            |
| -------------- | ------------------------------- | ------------------------ | ---------- | -------------- | ---------- | ---------- |
|                | Реми Орон Лейла-Роксана Томиньо | Разные левые             | 3 882      | 38,51          | 5 455      | 51,18      |
|                | Ален Бургуэн Надин Ю            | Правый блок              | 3 951      | 39,20          | 5 204      | 48,82      |
|                | Дилан Арель Сюзанна Сюпьо       | Национальное объединение | 1 258      | 12,48          |            |            |
|                | Пьер-Ален Коттино Анни Лека     | Непокорённая Франция     | 1 258      | 12,48          |            |            |

|                | Кандидаты                       | Партия                  | Первый тур | Первый тур     | Второй тур | Второй тур |
| Кол-во голосов | Кандидаты                       | Партия                  | % голосов  | Кол-во голосов | % голосов  |            |
| -------------- | ------------------------------- | ----------------------- | ---------- | -------------- | ---------- | ---------- |
|                | Клод Готье Надин Ю              | Правый блок             | 6 492      | 39,65          | 8 442      | 55,82      |
|                | Моник Гуазе-Вуазин Жан-Ив Плото | Социалистическая партия | 5 970      | 36,46          | 6 682      | 44,18      |
|                | Оливье Дуэ Франсуаза Шоплен     | Национальный фронт      | 3 913      | 23,90          |            |            |